# Enterprise Center
Enterprise Center is een multifunctionele arena met zo'n 18.000 zitplaatsen, gelegen in het centrum van St. Louis, Missouri, Verenigde Staten. De hoofdhuurder is de St. Louis Blues van de National Hockey League. Ook wordt de arena gebruikt voor andere zaken, zoals NCAA basketbal, NCAA hockey, concerten, professioneel worstelen en meer. Gemiddeld organiseert de arena jaarlijks ongeveer 175 evenementen.
De arena werd geopend in 1994 en stond tot 2000 bekend als het Kiel Center, Savvis Center van 2000 tot 2006 en Scottrade Center van 2006 tot 2018. Op 21 mei 2018 kondigden de St. Louis Blues en vertegenwoordigers van Enterprise Holdings, gevestigd in St. Louis, aan dat de naamgevingsrechten door Enterprise waren verworven en dat de naam van de faciliteit op 1 juli 2018 zou veranderen in Enterprise Center .

## Capaciteit
De capaciteit van de arena voor hockey is sinds de opening gevarieerd.
| jaren      | Capaciteit |
| ---------- | ---------- |
| 1994-2000  | 19,260     |
| 2000-2007  | 19.022     |
| 2007-2017  | 19,150     |
| 2017-2018  | 18.724     |
| 2018-heden | 18.400     |